# 100th Window
100th Window je čtvrté studiové album anglické triphopové kapely Massive Attack, které vyšlo v roce 2003.

## Seznam písní
1. Future Proof – 5:37
2. What Your Soul Sings – 6:37
3. Everywhen – 7:37
4. Special Cases – 5:09
5. Butterfly Caught – 7:33
6. A Prayer for England – 5:44
7. Small Time Shot Away – 7:57
8. Name Taken – 7:47
9. Antistar – 8:17
10. LP4 (skrytá skladba) – 11:23